# Dendrophilus californicus
Dendrophilus californicus är en skalbaggsart som beskrevs av Horn 1892. Dendrophilus californicus ingår i släktet Dendrophilus och familjen stumpbaggar. Inga underarter finns listade i Catalogue of Life.